# نزهة (فلم)
نزهة (بالإنجليزية: Picnic) هو فيلم تم إنتاجه في الولايات المتحدة وصدر في سنة 1955.

## طاقم التمثيل
- ويليام هولدن
- كيم نوفاك

## الميزانية والإيرادات
حقق أرباحا تقدر بـ Rentals:، 6,300,000 ( / Canada) دولار.

### ترشيحات وجوائز
| السنة | الحدث  | الفئة     | النتيجة |
| ----- | ------ | --------- | ------- |
|       | أوسكار | أفضل فيلم | ترشـيـح |

## وصلات خارجية
- مقالات تستعمل روابط فنية بلا صلة مع ويكي بيانات